# Le Vézier
Le Vézier est une commune française située dans le département de la Marne, en région Grand Est.

## Géographie

### Localisation
Le Vézier se trouve au sud-ouest du département de la Marne, en région Grand Est. À la limite avec le département de Seine-et-Marne et la région Île-de-France, Le Vézier fait partie, selon l'Insee, de l'aire urbaine de Paris. En effet, une part de plus en plus importante de la population travaille en région parisienne.

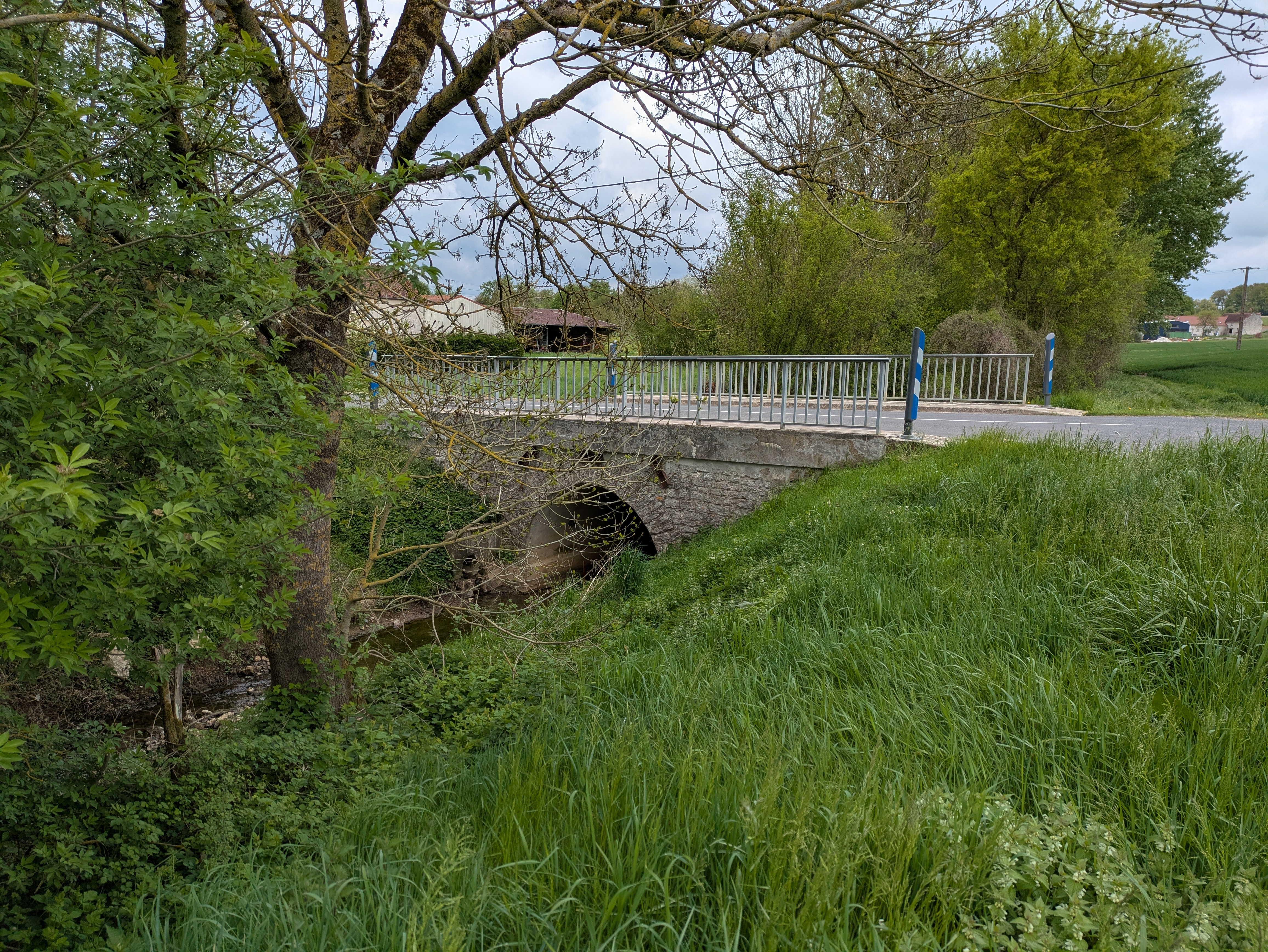
Pont sur le ru de Courtevrain.

Le Vézier appartient à la région agricole de la Brie champenoise. La commune s'étend sur une superficie de 1 239 hectares. La partie nord-ouest du territoire communal constitue une percée dans le département voisin de Seine-et-Marne.
Sur le territoire du Vézier, l'altitude varie de 137 à 196 mètres. Le relief est davantage prononcé au nord ; le sud étant marqué par l'écoulement du ru de Courtevrain, qui arrose le village du Vézier.
Par la route, Le Vézier se situe à 76 km de Châlons-en-Champagne, préfecture, à 55 km d'Épernay, sous-préfecture, et à 28 km de Sézanne, bureau centralisateur du canton de Sézanne-Brie et Champagne dont dépend Le Vézier depuis 2015. La commune fait en outre partie du bassin de vie de Montmirail, commune distante de 12 km par la route.
Le Vézier est limitrophe de 5 communes :
|                            | Montolivet (Seine-et-Marne) | Montenils (Seine-et-Marne) |
| Meilleray (Seine-et-Marne) | Vézier                      | Tréfols                    |
|                            | Villeneuve-la-Lionne        |                            |

### Hydrographie

#### Réseau hydrographique
La commune est dans la région hydrographique « la Seine de sa source au confluent de l'Oise (exclu) » au sein du bassin Seine-Normandie. Elle est drainée par le ru du Val, le ravin des Brosses, le ravin des Pres, le ru de Courtevrain, le ru de la Garenne,.

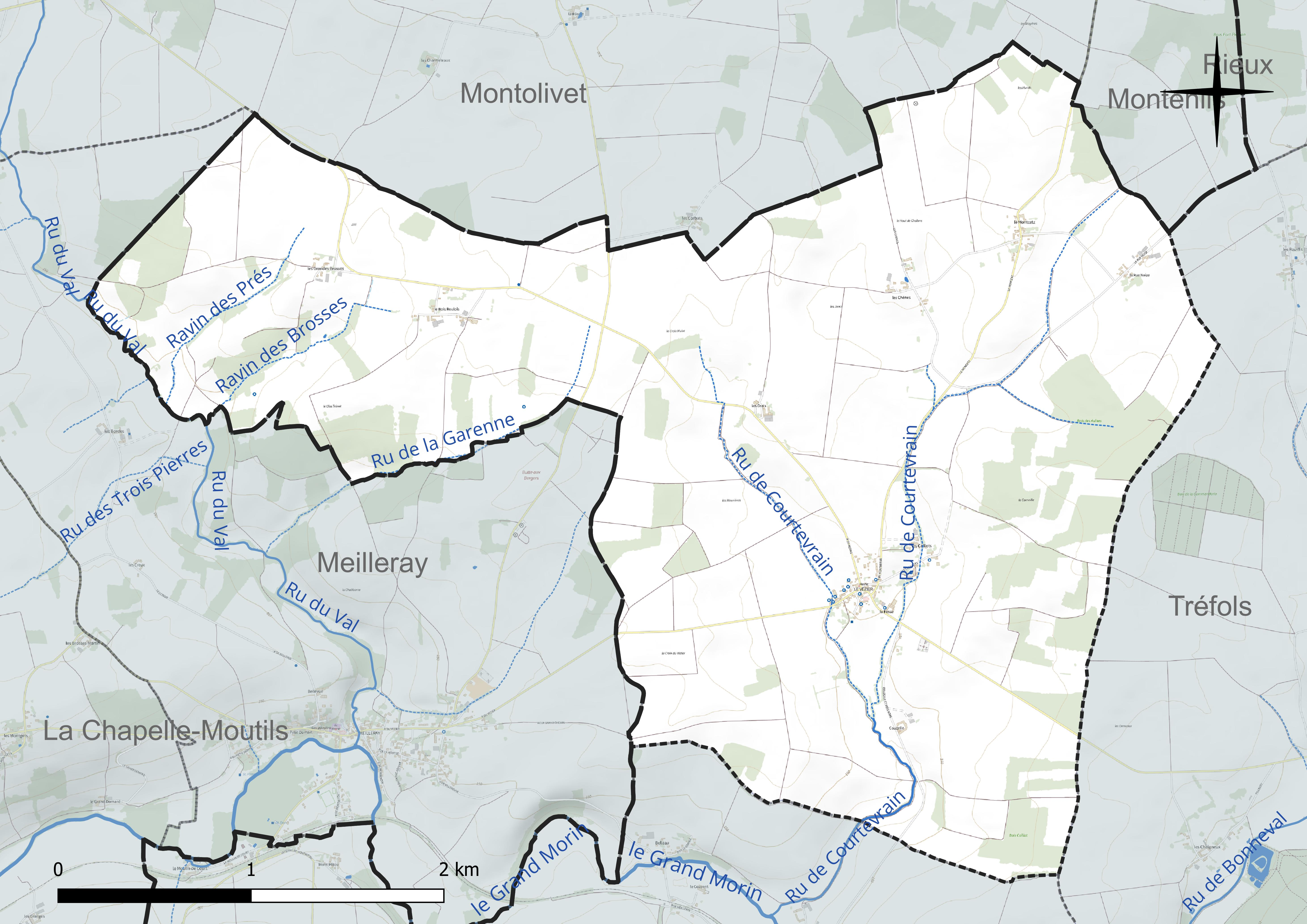
Réseau hydrographique du Vézier.

#### Gestion et qualité des eaux
Le territoire communal est couvert par le schéma d'aménagement et de gestion des eaux (SAGE) « Petit et Grand Morin ». Ce document de planification concerne le territoire des bassins versants du Petit Morin (630 km2) et du Grand Morin (1 185 km2) et se répartit sur trois départements (la Marne, l'Aisne et la Seine-et-Marne). Il a été approuvé le 21 octobre 2016. La structure porteuse de l'élaboration et de la mise en œuvre est le Syndicat mixte d'aménagement et de gestion des eaux (SMAGE) - EPAGE. 
La qualité des cours d’eau peut être consultée sur un site dédié géré par les agences de l’eau et l’Agence française pour la biodiversité. 

### Climat
Pour des articles plus généraux, voir Climat du Grand Est et Climat de la Marne.
En 2010, le climat de la commune est de type climat océanique dégradé des plaines du Centre et du Nord, selon une étude du Centre national de la recherche scientifique s'appuyant sur une série de données couvrant la période 1971-2000. En 2020, Météo-France publie une typologie des climats de la France métropolitaine dans laquelle la commune est exposée à un climat océanique altéré et est dans la région climatique  Nord-est du bassin Parisien, caractérisée par un ensoleillement médiocre, une pluviométrie moyenne régulièrement répartie au cours de l’année et un hiver froid (3 °C). 
Pour la période 1971-2000, la température annuelle moyenne est de 10,3 °C, avec une amplitude thermique annuelle de 15,4 °C. Le cumul annuel moyen de précipitations est de 787 mm, avec 12,3 jours de précipitations en janvier et 8,2 jours en juillet. Pour la période 1991-2020, la température moyenne annuelle observée sur la station météorologique de Météo-France la plus proche, « Esternay-Man », sur la commune d'Esternay à 10 km à vol d'oiseau, est de 10,9 °C et le cumul annuel moyen de précipitations est de 780,5 mm. 
La température maximale relevée sur cette station est de 42,5 °C, atteinte le 25 juillet 2019 ; la température minimale est de −25 °C, atteinte le 14 février 1956,,. 
Les paramètres climatiques de la commune ont été estimés pour le milieu du siècle (2041-2070) selon différents scénarios d'émission de gaz à effet de serre à partir des nouvelles projections climatiques de référence DRIAS-2020. Ils sont consultables sur un site dédié publié par Météo-France en novembre 2022.

### Milieux naturels et biodiversité
L'Inventaire national du patrimoine naturel (INPN) recense 339 espèces sur le territoire de la commune, dont 47 espèces protégées et 18 espèces menacées.
Le Vézier ne compte aucune zone naturelle d'intérêt écologique, faunistique et floristique (ZNIEFF) ou autre espace naturel protégé sur son territoire.

## Urbanisme

### Typologie
Au 1er janvier 2024, Le Vézier est catégorisée commune rurale à habitat très dispersé, selon la nouvelle grille communale de densité à sept niveaux définie par l'Insee en 2022.
Elle est située hors unité urbaine. Par ailleurs la commune fait partie de l'aire d'attraction de Montmirail, dont elle est une commune de la couronne,. Cette aire, qui regroupe 19 communes, est catégorisée dans les aires de moins de 50 000 habitants,.

### Occupation des sols
L'occupation des sols de la commune, telle qu'elle ressort de la base de données européenne d’occupation biophysique des sols Corine Land Cover (CLC), est marquée par l'importance des territoires agricoles (90,6 % en 2018), une proportion sensiblement équivalente à celle de 1990 (89,9 %). La répartition détaillée en 2018 est la suivante : terres arables (87,9 %), forêts (9,4 %) et zones agricoles hétérogènes (2,7 %).
L'évolution de l’occupation des sols de la commune et de ses infrastructures peut être observée sur les différentes représentations cartographiques du territoire : la carte de Cassini (XVIIIe siècle), la carte d'état-major (1820-1866) et les cartes ou photos aériennes de l'IGN pour la période actuelle (1950 à aujourd'hui).

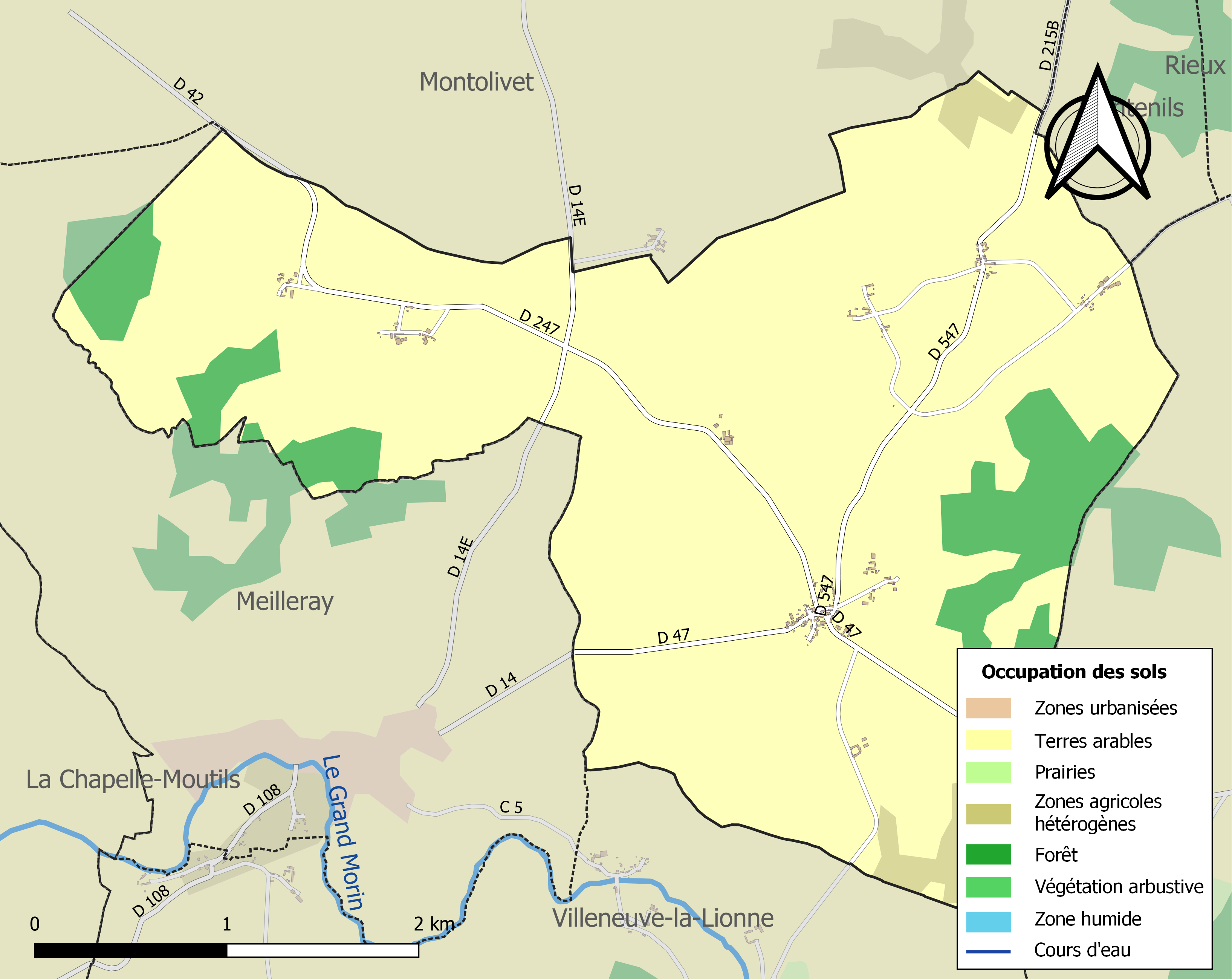
Carte des infrastructures et de l'occupation des sols de la commune en 2018 (CLC).

### Hameaux et écarts
Outre le bourg du Vézier, la communauté de communes recense sept hameaux sur le territoire de la commune : Couzelles au sud, les Caillots à l'est, les Chênes, le Moncetz et la Rue Noize au nord-est ainsi que le Bois Roulois et les Grandes Brosses au nord-ouest. D'autres écarts figurent également sur les cartes de l'IGN : la Fosse, à l'entrée sud-est du village, et les Grais, au nord-ouest du Vézier.

### Habitat et logement
En 2021, Le Vézier compte 99 logements. En raison de la prévalence des maisons, les résidences principales du Vézier disposent en moyenne de 5,1 pièces.
Le tableau ci-dessous présente une comparaison de quelques indicateurs chiffrés du logement pour Le Vézier, la communauté de communes de la Brie champenoise (CCBC), le département de la Marne et la France entière :
|                                                            | Le Vézier | CCBC  | Marne   | France     |
| ---------------------------------------------------------- | --------- | ----- | ------- | ---------- |
| Ensemble des logements                                     | 99        | 4 109 | 300 919 | 37 155 918 |
| Part des résidences principales (en %)                     | 76,9      | 80,9  | 87,5    | 82,2       |
| Part des résidences secondaires (en %)                     | 12,1      | 9,3   | 3,4     | 9,7        |
| Part des logements vacants (en %)                          | 11,1      | 9,8   | 9,1     | 8,1        |
| Part des propriétaires de leur résidence principale (en %) | 87,8      | 69,2  | 52,2    | 57,5       |

Au Vézier, 76,9 % des logements sont en 2021 des résidences principales, 12,1 % des résidences secondaires et 11,1 % des logements vacants. Par ailleurs, 87,8 % des ménages sont propriétaires de leur résidence principale. Le Vézier se démarque ainsi par un nombre supérieur à la moyenne de résidences secondaires et de ménages propriétaires de leur résidence principale.
Parmi les 76 résidences principales construites avant 2019, 33,8 % avaient été construites avant 1919, 18,9 % entre 1919 et 1945, 9,5 % entre 1946 et 1970, 24,3 % entre 1971 et 1990, 4,1 % entre 1991 et 2005 et 9,5 % depuis 2006.
Le tableau ci-dessous présente l'évolution du nombre de logements sur le territoire de la commune, par catégorie, depuis 1968 :
|                        | 1968 | 1975 | 1982 | 1990 | 1999 | 2010 | 2015 | 2021 |
| ---------------------- | ---- | ---- | ---- | ---- | ---- | ---- | ---- | ---- |
| Résidences principales | 50   | 38   | 37   | 50   | 57   | 72   | 75   | 76   |
| Résidences secondaires | 11   | 21   | 27   | 24   | 17   | 16   | 9    | 12   |
| Logements vacants      | 4    | 6    | 11   | 6    | 7    | 6    | 14   | 11   |
| Total                  | 65   | 65   | 75   | 80   | 81   | 95   | 97   | 99   |

## Toponymie
Le nom de la localité est attesté sous les formes Verzeium (1174) ; Verzé (1177) ; Verzeium (1221) ; Verzi (vers 1222) ; Verziacum (vers 1252) ; Vereium (1407) ; Vereyum (1457) ; Vézier (1751).

## Histoire
Un village celte probablement à l'origine du village, est situé sur droite, à la sortie du village en allant sur Tréfols.
On y trouve également des traces de la voie romaine qui allait de Calagum (actuellement Chailly-en-Brie) à Durocorum (actuellement Reims) en passant par la station de Bibe (actuellement Morains qui fait partie de la commune de Val-des-Marais).
La commune est libérée de l'occupation allemande le 28 août 1944.

## Politique et administration

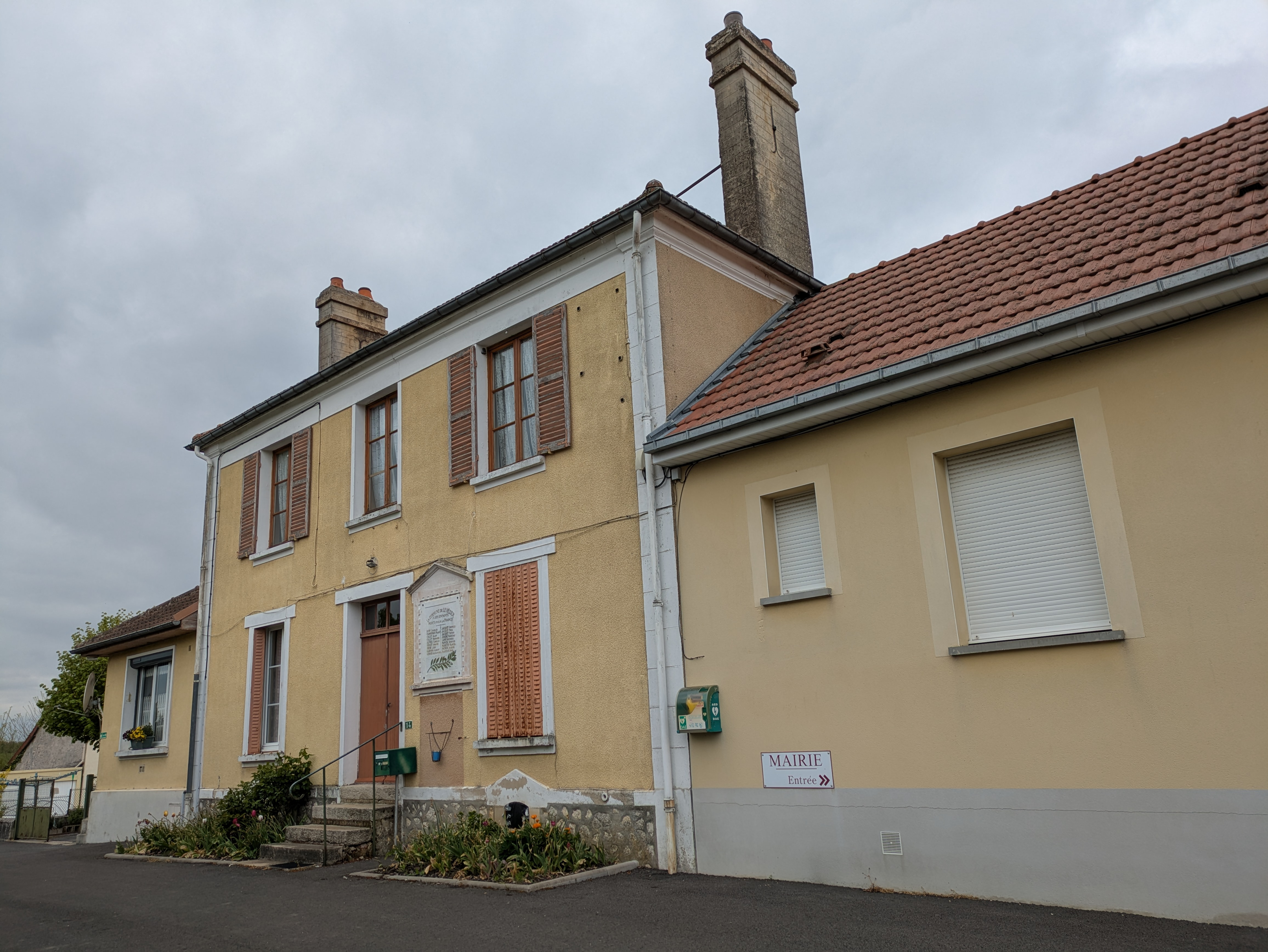
La mairie du Vézier.

| Période                                  | Période                      | Identité            | Étiquette | Qualité        |
| ---------------------------------------- | ---------------------------- | ------------------- | --------- | -------------- |
| Les données manquantes sont à compléter. |                              |                     |           |                |
| an IX                                    | an X                         | Pierre Clément      |           |                |
| an X                                     | 1815                         | Louis Vautier       |           |                |
| 1815                                     | 1826                         | Charles Prunelle    |           |                |
| 1826                                     | 1845                         | Claude Chef D'Hotel |           |                |
| 1845                                     | 1867                         | Pierre Lemère       |           |                |
| 1867                                     | 1874                         | Zéphirin Lemère     |           |                |
| 1874                                     | 1900                         | Frédéric Bonnot     |           |                |
| 1900                                     | 1902                         | Alexandre Collet    |           |                |
| Les données manquantes sont à compléter. |                              |                     |           |                |
| 1906                                     | 1916                         | Eugène Prunelle     |           |                |
| 1916                                     | 1917                         | Alexandre Collet    |           | Faisant office |
| 1917                                     | 1921                         | Léon Vivien         |           | Faisant office |
| 1921                                     | 1940                         | Léon Bourgeois      |           |                |
| 1940                                     | 1944                         | Léon Very           |           |                |
| 1944                                     | 1963                         | Maurice Jaquet      |           |                |
| 1963                                     | 1971                         | Marcel Hutier       |           |                |
| 1971                                     | 1977                         | Christiane Rotsaert |           |                |
| 1977                                     | 2008                         | Gérard Poilvert     |           |                |
| 2008                                     | 2014                         | Jean-Marie Vivenot  | PCF       | Enseignant     |
| 2014                                     | En cours (au 4 juillet 2014) | Jean-Marie Cousin   |           |                |

## Équipements et services publics

### Eau et déchets
L'approvisionnement en eau potable et l'assainissement des eaux usées sont des compétences de la communauté de communes de la Brie champenoise. Le Vézier est alimentée en eau potable par le captage du Pré des Cognots à Morsains. La production et la distribution d'eau potable font l'objet d'une délégation de service public confiée à Suez jusqu'en 2028. L'assainissement y est non collectif.
La communauté de communes est également compétente en matière de déchets. La collecte des ordures ménagères résiduelles (en bac) et des déchets recyclables (en sacs translucides jaunes) est réalisée en porte à porte. La communauté de commune adhérant au syndicat de valorisation des ordures ménagères de la Marne (SYVALOM), ces déchets sont amenés au centre de transfert départemental de Sézanne puis valorisés sur le site de La Veuve. La communauté de communes propose des composteurs individuels à tarif réduit pour les biodéchets. La collecte du verre et des textiles se fait en apport volontaire. Pour les autres déchets, l'unique déchèterie de la communauté de communes est située à Montmirail, dans le hameau de Maclaunay. La collecte des déchets et la gestion de la déchèterie sont confiées à des entreprises privées par marchés publics.

### Enseignement
Le Vézier fait partie de l'académie de Reims.
Les enfants du Vézier sont accueillis dans les écoles de Montmirail : l'école maternelle, installée rue des 3e avenues et fréquentée par 122 élèves, et l'école élémentaire, installée faubourg de Paris et fréquentée par 255 élèves (chiffres 2024-2025).
Les jeunes du Vézier sont ensuite rattachés au collège de la Brie champenoise à Montmirail et au lycée La Fontaine du Vé de Sézanne.

### Postes et télécommunications
Trois boîtes aux lettres de La Poste se trouvent sur le territoire de la commune : rue du Village, rue Noise et au Moncetz. Le bureau de poste le plus proche est situé à Montmirail, à environ 10 km du Vézier.

### Justice, sécurité et secours
Du point de vue judiciaire, Le Vézier relève du conseil de prud'hommes d'Épernay, du tribunal de commerce de Reims, du tribunal judiciaire, du tribunal paritaire des baux ruraux et du tribunal pour enfants de Châlons-en-Champagne, dans le ressort de la cour d'appel de Reims. Pour le contentieux administratif, la commune dépend du tribunal administratif de Châlons-en-Champagne et de la cour administrative d'appel de Nancy.
Le Vézier est située en secteur Gendarmerie nationale et dépend de la brigade de Montmirail.
En matière d'incendie et de secours, le centre d'incendie et de secours le plus proche est celui de Montmirail, dépendant du Service départemental d'incendie et de secours (SDIS) de la Marne.

## Population et société
Les habitants de la commune sont les Vézierois et les Vézieroises.

### Démographie
L'évolution du nombre d'habitants est connue à travers les recensements de la population effectués dans la commune depuis 1793. Pour les communes de moins de 10 000 habitants, une enquête de recensement portant sur toute la population est réalisée tous les cinq ans, les populations de référence des années intermédiaires étant quant à elles estimées par interpolation ou extrapolation. Pour la commune, le premier recensement exhaustif entrant dans le cadre du nouveau dispositif a été réalisé en 2007.

En 2022, la commune comptait 184 habitants, en évolution de −4,66 % par rapport à 2016 (Marne : −1,19 %, France hors Mayotte : +2,11 %).
| 1793 | 1800 | 1806 | 1821 | 1831 | 1836 | 1841 | 1846 | 1851 |
| ---- | ---- | ---- | ---- | ---- | ---- | ---- | ---- | ---- |
| 152  | 305  | 303  | 330  | 330  | 349  | 342  | 330  | 345  |

| 1856 | 1861 | 1866 | 1872 | 1876 | 1881 | 1886 | 1891 | 1896 |
| ---- | ---- | ---- | ---- | ---- | ---- | ---- | ---- | ---- |
| 338  | 354  | 325  | 305  | 297  | 297  | 313  | 330  | 360  |

| 1901 | 1906 | 1911 | 1921 | 1926 | 1931 | 1936 | 1946 | 1954 |
| ---- | ---- | ---- | ---- | ---- | ---- | ---- | ---- | ---- |
| 305  | 298  | 287  | 264  | 231  | 231  | 216  | 193  | 162  |

| 1962 | 1968 | 1975 | 1982 | 1990 | 1999 | 2006 | 2007 | 2012 |
| ---- | ---- | ---- | ---- | ---- | ---- | ---- | ---- | ---- |
| 157  | 148  | 130  | 114  | 132  | 157  | 171  | 173  | 198  |

| 2017 | 2022 | - | - | - | - | - | - | - |
| ---- | ---- | - | - | - | - | - | - | - |
| 191  | 184  | - | - | - | - | - | - | - |

### Cultes
Pour le culte catholique, Le Vézier dépend de la paroisse Saint-Vincent-de-Paul - Montmirail, au sein du diocèse de Châlons-en-Champagne.

### Médias
La presse écrite régionale comprend le quotidien L'Union, le bi-hebdomadaire Le Pays briard et l'hebdomadaire L'Hebdo du vendredi.
Parmi les stations de radio locales, il est possible de citer Ici Champagne-Ardenne et Champagne FM.

## Culture et patrimoine

### Lieux et monuments
L'église consacrée à saint Gilles et saint Leu. Elle date principalement du XIIe siècle et a été remaniée au XVIe siècle. Elle accueille une chaire et plusieurs statues des XVe et XVIe siècles. Les vitraux de l'église, abîmés par le temps, sont rénovés et inaugurés en 2012. Ils sont l'œuvre d'Anne-Marie Besnard. L'un des vitraux intègre un morceau de vitrail du XVIe siècle, représentant une colombe. Ce morceau de vitrail a été pris dans la maçonnerie lors de la construction de la sacristie.
Le village compte également deux lavoirs et un puits.

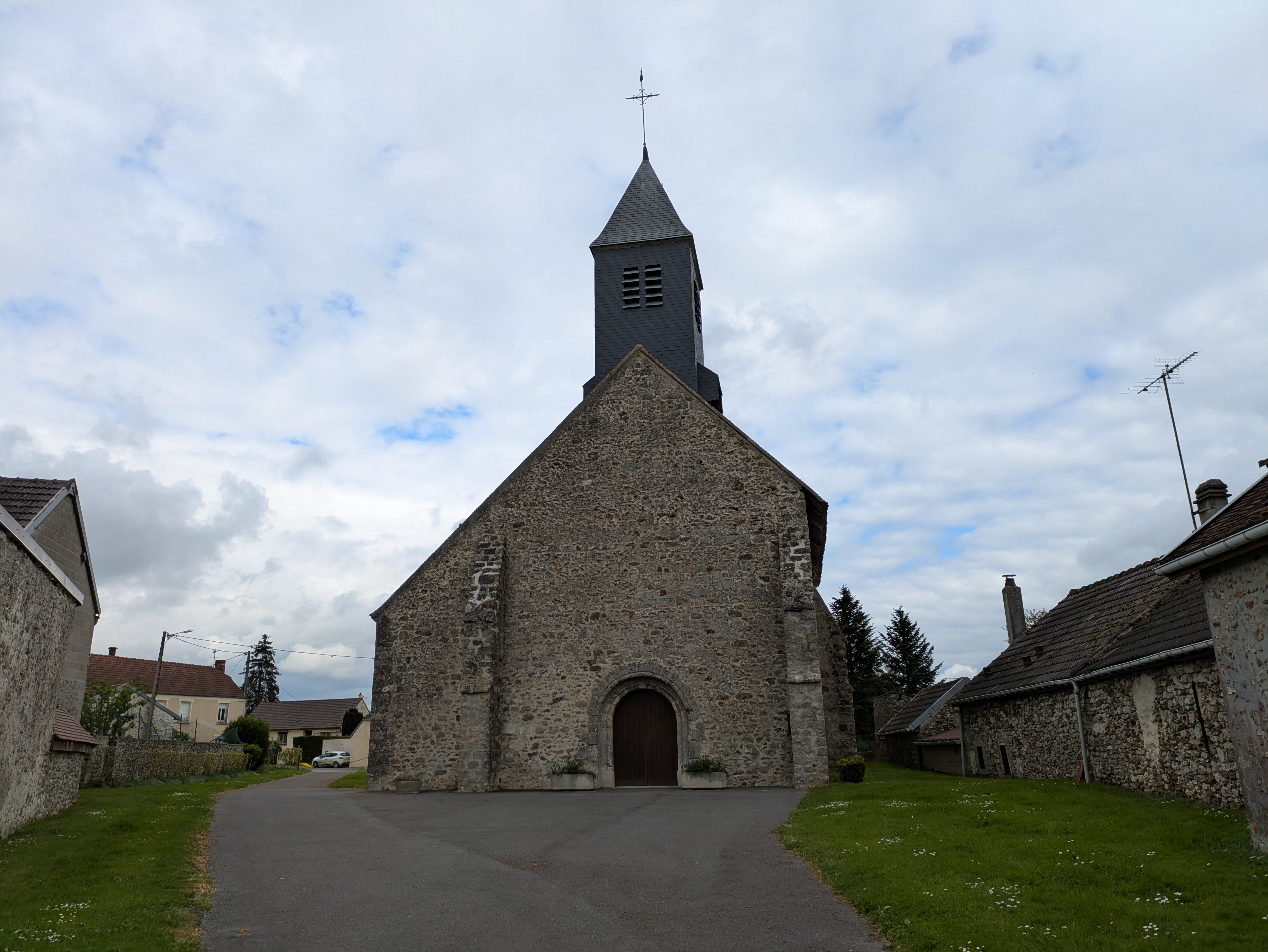
Façade de l'église Saint-Gilles-et-Saint-Leu.
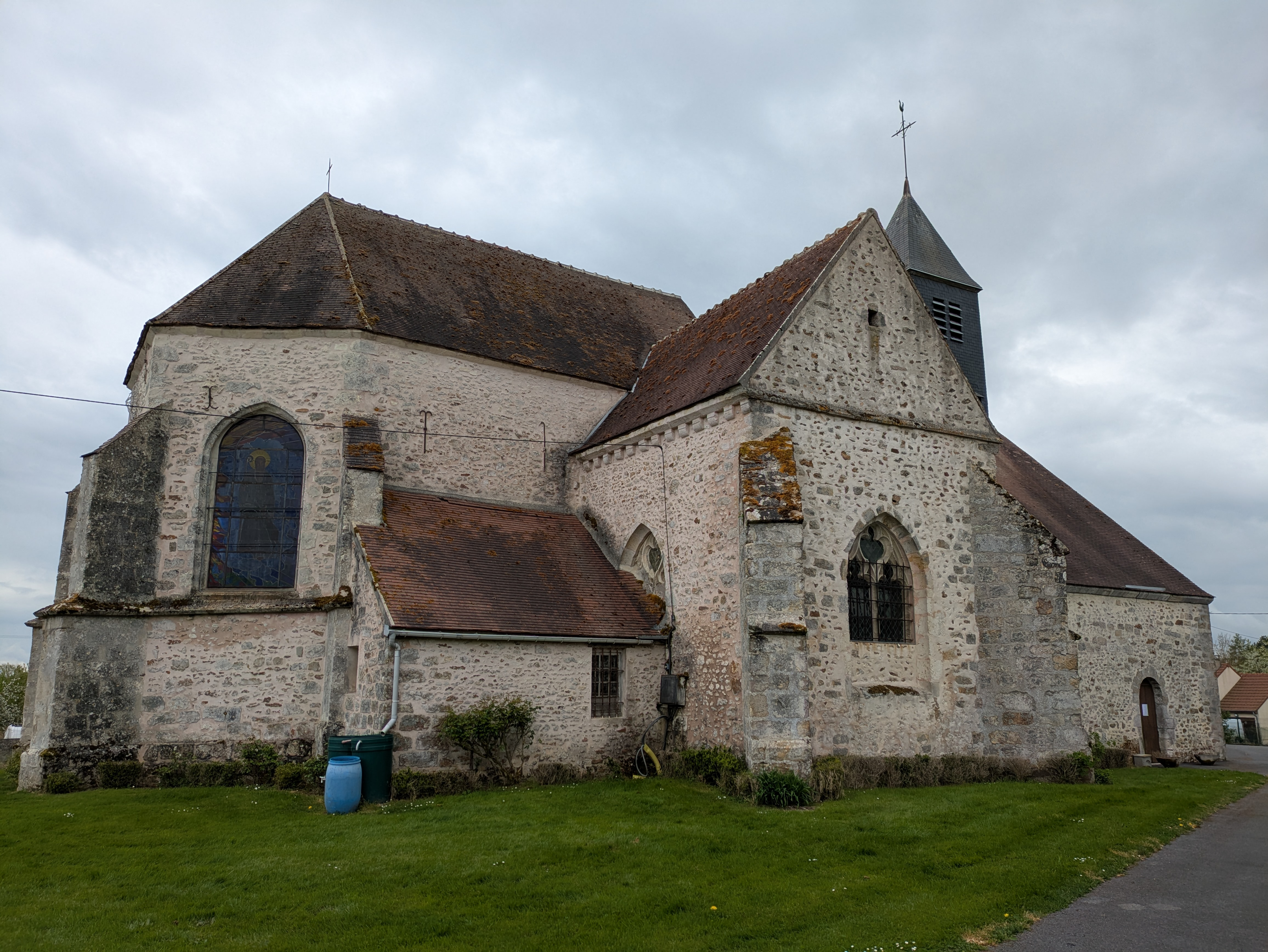
Côté de l'église.
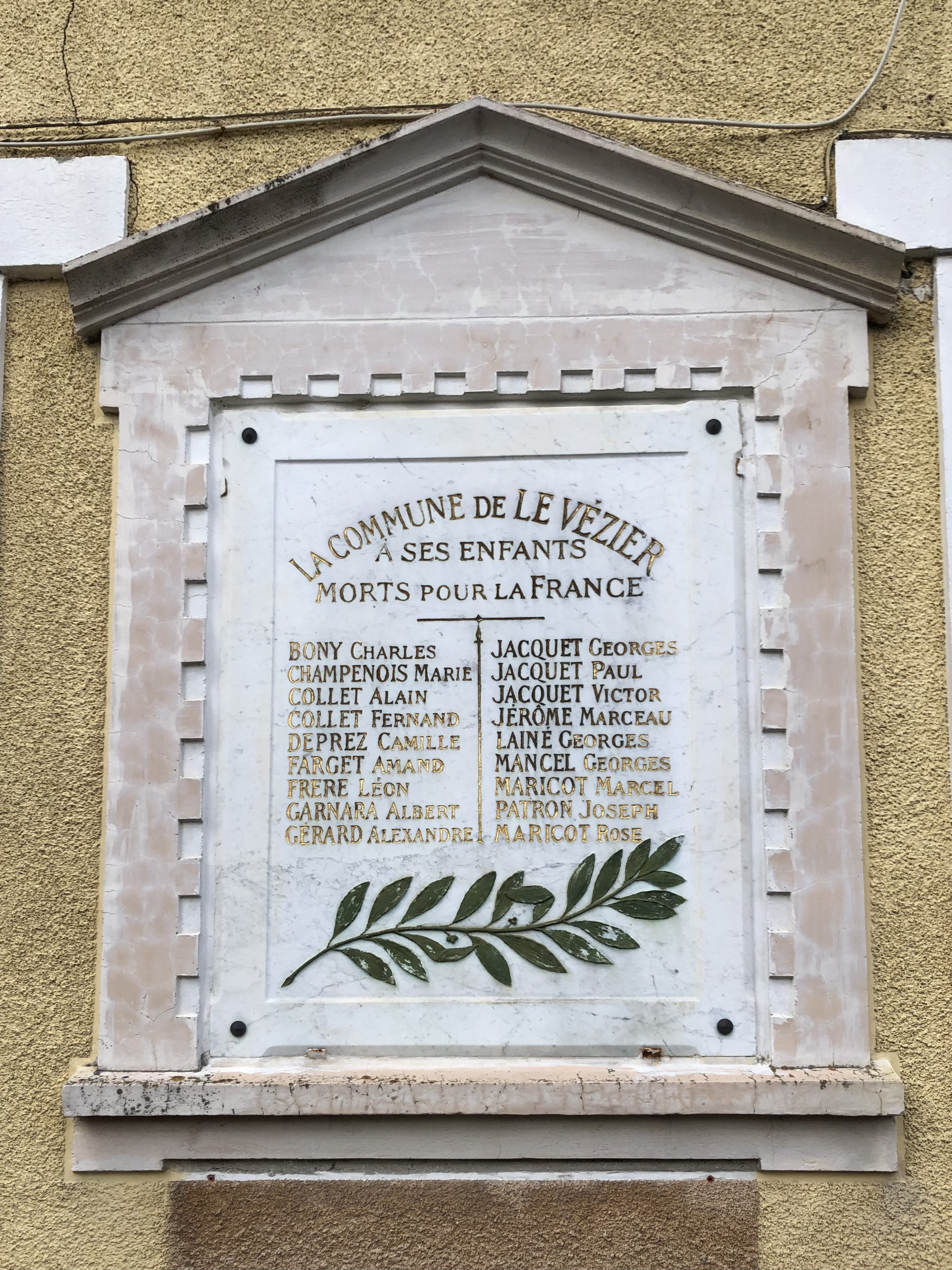
La commune de Le Vézier à ses enfants Morts pour la France.

### Personnalités liées à la commune
- Henry de Rudelle, compagnon de la Libération, est enterré au Vézier[48].